# لويز فرناندو كوريا ساليس
لويز فرناندو كوريا ساليس (بالبرتغالية: Luiz Fernando Corrêa Sales‏) المعروف باسم لويز فرناندو (مواليد 17 يوليو 1988 في ميناس جرايس، البرازيل) لاعب كرة قدم برازيلي يجيد اللعب في مركز الوسط المهاجم وبدرجة أقل الوسط المحوري. يلعب حاليا لصالح الرفاع الشرقي في الدوري البحريني الممتاز من 2019.

## المسيرة الرياضية

### الأندية
نشأ لويز فرناندو في الفئات العمرية في كروزيرو البرازيلي (الدرجة الممتازة). في 1 يناير 2008 تم تصعيد لويز فرناندو إلى فريق الكبار. في 1 يناير 2008 انتقل لويز فرناندو من كروزيرو إلى إباتينجا بنظام الإعارة لمدة موسمين. في موسمه الأول 2008 وفي بطولة دوري الدرجة الأولى لولاية ميناس جرايس (الدرجة الخامسة) احتل إباتينجا المركز الحادي عشر قبل الأخير برصيد 9 نقاط بفارق نقطتين عن منطقة الأمان وبالتالي هبط إلى الدرجة الأدنى.
في موسمه الثاني 2009 وفي بطولة دوري الدرجة الثانية لولاية ميناس جرايس (الدرجة السادسة) ساهم لويز فرناندو في تتويج إباتينجا بالبطولة بعدما تصدر الترتيب برصيد 43 نقطة بفارق الأهداف عن وصيفه كالدينزي وصعدا معا إلى الدرجة الأعلى. نتيجة لذلك حقق لويز فرناندو أولى بطولاته الشخصية. انتهت إعارة لويز فرناندو في 1 ديسمبر 2009.
في 1 فبراير 2010 انتقل لويز فرناندو من كروزيرو إلى ريو كلارو (دوري الدرجة الأولى لولاية ساو باولو) (الدرجة الخامسة) في صفقة انتقال حر. ساهم لويز فرناندو في احتلال ريو كلارو المركز السابع عشر برصيد 19 نقطة بفارقلا نقطة واحدة عن منطقة الأمان وبالتالي الهبوط إلى الدرجة الأدنى.
في 1 مايو 2010 انتقل لويز فرناندو من ريو كلارو إلى ساو كايتانو البرازيلي (الدرجة الثانية) في صفقة انتقال حر. ساهم لويز فرناندو في احتلال ساو كايتانو المركز العاشر برصيد 52 نقطة وهو ما يعد تراجعا في المستوى حيث احتل في الموسم السابق المركز السابع.
في 1 يناير 2011 انتقل لويز فرناندو من ساو كايتانو إلى غواراني ميناس غيراس (الدرجة الخامسة) الصاعد حديثا في صفقة انتقال حر. في بطولة دوري الدرجة الأولى لولاية ميناس غيراس ساهم لويز فرناندو في احتلال غواراني ميناس غيراس المركز الثامن برصيد 10 نقاط بفارق نقطتين عن منطقة الهبوط.
في 1 مايو 2011 انتقل لويز فرناندو من غواراني ميناس غيراس إلى فيلا نوفا البرازيلي (الدرجة الثانية) في صفقة انتقال حر. في بطولة الدوري البرازيلي الدرجة الثانية 2011 ساهم لويز فرناندو في احتلال فيلا نوفا المركز الثامن عشر برصيد 32 نقطة بفارق 16 نقطة عن منطقة الأمان وبالتالي هبط إلى الدرجة الثالثة. وهو ما يعد تراجعا في المستوى حيث احتل المركز السادس عشر في الموسم السابق.
في 5 يناير 2012 انتقل لويز فرناندو من فيلا نوفا إلى تومبينزي البرازيلي (الدرجة السادسة) في صفقة انتقال حر.
في 20 يناير 2012 انتقل لويز فرناندو من تومبينزي إلى فيغورينسي البرازيلي (الدرجة الخامسة) بنظام الإعارة. في بطولة دوري الدرجة الأولى لولاية سانتا كاتارينا ساهم لويز فرناندو في وصول فيغورينسي إلى المباراة النهائية حيث خسر من أفاي 1-5 في مجموع المباراتين. انتهت الإعارة في 1 يوليو 2012.
في 1 أغسطس 2012 انتقل لويز فرناندو من تومبينزي إلى الفجيرة الإماراتي (الدرجة الأولى) بنظام الإعارة. في بطولة دوري الدرجة الأولى الإماراتي ساهم لويز فرناندو في حصد الفجيرة 9 نقاط في 4 مباريات. وفي بطولة كأس رئيس الدولة ساهم في وصول الفجيرة الثمن النهائي بعدما تغلب في الدور التمهيدي النصف النهائي على الإمارات 2-0. انتهت الإعارة في 1 ديسمبر 2012.
في موسم 2013 وفي بطولة دوري الدرجة الأولى لولاية ميناس غيراس ساهم لويز فرناندو في وصول نومبينزي إلى الدور النصف النهائي حيث خسر من أتلتيكو مينيرو 1-7 في مجموع المباراتين.
في 1 يوليو 2013 انتقل لويز فرناندو من تومبينزي إلى العربي الكويتي (الدرجة الممتازة) بنظام الإعارة. في بطولة الدوري الكويتي 2013–14 ساهم لويز فرناندو في حصد العربي 20 نقطة في 10 مباريات. وفي بطولة كأس ولي العهد 2013–14 ساهم في وصول العربي إلى الدور النصف النهائي بعدما تغلب على السالمية 4-1 في مجموع المباراتين في الدور الربع النهائي. انتهت الإعارة في 1 ديسمبر 2013.
في موسم 2014 وفي بطولة دوري الدرجة الأولى لولاية ميناس غيراس ساهم لويز فرناندو في احتلال تومبينزي المركز السابع برصيد 14 نقطة وبالتالي الفشل في التأهل إلى الدور النصف النهائي.
في 10 سبتمبر 2014 انتقل لويز فرناندو من تومبينزي إلى إيكاسا البرازيلي (الدرجة الثالثة) بنظام الإعارة. في بطولة دوري الدرجة الثالثة احتل إيكاسا المركز العاشر الأخير برصيد 7 نقاط بفارق 12 نقطة عن منطقة الأمان وبالتالي هبط إلى الدرجة الرابعة. في 30 نوفمبر 2014 انتهت الإعارة.
في موسم 2015 وفي بطولة دوري الدرجة الأولى لولاية ميناس غيراس ساهم لويز فرناندو في وصول تومبينزي إلى الدور النصف النهائي حيث خسر من كالدينزي 0-2 في مجموع المباراتين.
في 27 أغسطس 2015 انتقل لويز فرناندو من تومبينزي إلى موجي ميريم البرازيلي (الدرجة الثانية) بنظام الإعارة. احتل موجي ميريم المركز العشرين الأخير برصيد 23 نقطة بفارق 21 نقطة عن منطقة الأمان وبالتالي هبط إلى الدرجة الثالثة. انتهت الإعارة في 30 نوفمبر 2015.
في 26 يناير 2016 انتقل لويز فرناندو من تومبينزي إلى سي آر بي البرازيلي (الدرجة الثانية) بنظام الإعارة. في بطولة ألاغوانو ساهم لويز فرناندو في تتويج سي آر بي في التتويج بالبطولة بعدما تغلب في المباراة النهائية على سنترو سبورتيفو ألاجنو 3-0 في مجموع المباراتين وليحقق لويز فرناندو ثاني بطولاته الشخصية. في بطولة الدوري البرازيلي الدرجة الثانية 2016 ساهم لويز فرناندو في احتلال سي آر بي المركز السابع برصيد 58 نقطة بفارق 5 نقاط عن صاحب المركز الرابع المؤهل إلى الصعود إلى الدرجة الممتازة. انتهت الإعارة في 30 نوفمبر 2016. وفي بطولة كأس البرازيل 2016 ساهم في وصول سي آر بي إلى الدور الثاني حيث خسر من فاسكو دا غاما 1-2. انتهت الإعارة في 30 نوفمبر 2016.
في 18 يناير 2017 انتقل لويز فرناندو من تومبينزي إلى ريو بريتو البرازيلي (الدرجة السادسة) بنظام الإعارة. في بطولة دوري الدرجة الثانية لولاية ساو باولو احتل ريو بريتو المركز الثامن عشر برصيد 19 نقطة بفارق عن منطقة الأمان وبالتالي هبط إلى الدرجة الأدنى. انتهت الإعارة في 30 يونيو 2017.
في 1 يوليو 2017 انتقل لويز فرناندو من تومبينزي إلى توبي البرازيلي (الدرجة الثالثة) بنظام الإعارة. في بطولة الدوري البرازيلي الدرجة الثالثة 2017 ساهم لويز فرناندو في احتلال توبي المركز الثاني برصيد 28 نقطة وبالتالي تأهل إلى الدور الربع النهائي حيث خسر من نادي فورتاليزا 1-2 وفشل في الصعود إلى الدرجة الثانية. انتهت الإعارة في 1 ديسمبر 2017.
في موسم 2018 والأخير مع تومبينزي وفي بطولة دوري الدرجة الأولى لولاية ميناس غيراس ساهم لويز فرناندو في احتلال تومبينزي المركز الخامس برصيد 15 نقطة وبالتالي التأهل إلى الدور الربع النهائي حيث خسر من توبي بركلات الترجيح وخرج من منافسات البطولة.
في 2 أبريل 2018 انتقل لويز فرناندو من تومبينزي إلى أمريكا دي ناتال البرازيلي (الدرجة الرابعة) في صفقة انتقال حر. في بطولة دوري الدرجة الرابعة ساهم لويز فرناندو في احتلال أمريكا دي ناتال المركز الأول في المجموعة السادسة برصيد 14 نقطة وبالتالي تأهل إلى دور 32 حيث خسر من إمبراتريز بركلات الترجيح وبالتالي فشل في التأهل إلى الدرجة الثالثة.
في 12 ديسمبر 2018 انتقل لويز فرناندو من أمريكا دي ناتال إلى فيلا نوفا البرازيلي (الدرجة الخامسة) في صفقة انتقال حر. في بطولة دوري الدرجة الأولى لولاية ميناس غيراس ساهم لويز فرناندو في احتلال فيلا نوفا المركز التاسع برصيد 11 نقطة بفارق نقطة واحدة عن منطقة الهبوط.
في 30 أبريل 2019 انتقل لويز فرناندو من فيلا نوفا إلى باتروسينينزي البرازيلي (الدرجة الرابعة) في صفقة انتقال حر.
في 16 يوليو 2019 انتقل لويز فرناندو من باتروسينينزي إلى الرفاع الشرقي البحريني (الدرجة الممتازة) في صفقة انتقال حر. في موسمه الأول 2019-2020 وفي بطولة الدوري البحريني الممتاز ساهم لويز فرناندو في احتلال الرفاع الشرقي المركز الخامس برصيد 25 نقطة. وفي بطولة كأس ملك البحرين ساهم في وصول الرفاع الشرقي إلى الدور الربع النهائي حيث خسر من الرفاع بركلات الترجيح. وفي بطولة كأس الاتحاد البحريني ساهم في وصول الرفاع الشرقي إلى الدور النصف النهائي حيث خسر من البسيتين 0-1.
في موسمه الثاني 2020-2021 وفي بطولة الدوري الممتاز ساهم لويز فرناندو في احتلال الرفاع الشرقي المركز الثاني برصيد 35 نقطة بفارق 10 نقاط عن البطل الرفاع. وفي بطولة كأس ملك البحرين ساهم في وصول الرفاع الشرقي إلى الدور النصف النهائي حيث خسر مجددا من الرفاع 1-2. وفي بطولة كأس الاتحاد البحريني ساهم في وصول الرفاع الشرقي إلى المباراة النهائية حيث خسر من المحرق 1-2.
في موسمه الثالث 2021-2022 وفي بطولة دوري الدرجة الممتازة ساهم لويز فرناندو في احتلال فريقه المركز السادس برصيد 24 نقطة من 18 مباراة بفارق سبع نقاط عن منطقة الهبوط. وفي بطولة كأس ملك البحرين ساهم في وصول فريقه إلى المباراة النهائية عندما خسر من الخالدية بركلات الترجيح. وفي بطولة كأس الاتحاد البحريني خرج فريقه من دور المجموعات. وفي بطولة كأس الاتحاد الآسيوي ساهم في صعود فريقه إلى الدور النصف النهائي لمنطقة غرب آسيا عندما تصدر المجموعة الثالثة برصيد خمس نقاط من ثلاث مباريات.
في موسمه الرابع والأخير 2022-2023 وفي بطولة الدوري الممتاز ساهم لويز فرناندو ساهم في حصد فريقه 11 نقطة في 11 مباراة محتلا المركز التاسع. وفي بطولة كأس ملك البحرين خرج فريقه من المباراة الأولى عندما خسر في الدور 16 من الحد 0-1. وفي بطولة كأس الاتحاد البحريني ساهم في حصد فريقه 7 نقاط في 4 مباريات. وفي بطولة كأس الاتحاد الآسيوي خسر فريقه في الدور النصف النهائي لمنطقة غرب آسيا من الرفاع بركلات الترجيح.
في 1 فبراير 2023 انتقل لويز فرناندو من الرفاع الشرقي إلى الخالدية البحريني (الدوري الممتاز) في صفقة انتقال حر. في موسمه الأول 2022-2023 وفي بطولة الدوري الممتاز ساهم في تتويج فريقه بالبطولة بعدما تصدر الترتيب بفارق نقطة واحدة عن وصيفه المنامة ليحقق لويز فرناندو ثالث بطولاته مع الأندية. وفي بطولة كأس الاتحاد البحريني ساهم في وصول فريقه إلى المباراة النهائية عندما خسر من الأهلي بركلات الترجيح.

## الإنجازات
- إباتينجا
  - دوري الدرجة الثانية لولاية ميناس غيراس (1): 2009
- سي آر بي
  - دوري الدرجة الأولى لولاية ألاغواس (1): 2016
- الخالدية (1)
  - الدوري البحريني الممتاز (1): 2023/2022